# 米卡·米吕莱

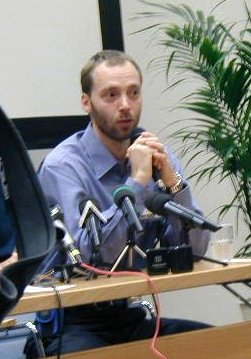
米卡·米吕莱

米卡·米吕莱（芬蘭語：Mika Myllylä，1969年9月12日—2011年7月5日），芬兰男子越野滑雪运动员。他曾代表芬兰参加1992年、1994年和1998年冬季奥林匹克运动会越野滑雪比赛，共获得一枚金牌、一枚银牌和四枚铜牌。